# Union (álbum de Puya)
Union es el tercer álbum de estudio de la banda puertorriqueña de metal progresivo Puya, lanzado por MCA, en 2001.

## Antecedentes
Unión contiene material de diversos géneros, incluyendo salsa, metal progresivo, rap y jazz. El músico de mambo y jazz Tito Puente aceptó grabar un solo de timbales en Union, pero falleció antes de que pudiera hacerlo. Debido a que las ventas no alcanzaron las expectativas de MCA, la discográfica no renovó el contrato de la banda luego de que expirara, en 2002.

## Lista de canciones
Las canciones escritas por R. Ortiz, excepto dónde esté marcado.

| Original |                             |          |  |
| N.º      | Título                      | Duración |  |
| 1.       | «"Ride"»                    | 3:52     |  |
| 2.       | «"People"» (HHM)            | 3:30     |  |
| 3.       | «"Erizo"»                   | 2:29     |  |
| 4.       | «"Socialize"»               | 3:49     |  |
| 5.       | «"Numbed"» (Curbelo, Ortíz) | 3:09     |  |
| 6.       | «"Bridge"»                  | 4:04     |  |
| 7.       | «"Si Ajá"» (HHM)            | 5:39     |  |
| 8.       | «"No Interference"»         | 5:58     |  |
| 9.       | «"Semilla"»                 | 1:08     |  |
| 10.      | «"A Matter of Time"»        | 3:03     |  |
| 11.      | «"Pa'ti Pa'mi"» (HHM)       | 4:42     |  |
| 12.      | «"Ahorake"» (HHM)           | 6:56     |  |
| 13.      | «"Union"» (HHM, Ortíz)      |          |  |
| 65:04    |                             |          |  |

## Integrantes
- Ramón Ortiz - Guitarra
- Harold Hopkins- Bajo
- Sergio Curbelo - Voz
- Eduardo Paniagua - Batería